# أحمد مشهور الحداد
أحمد مشهور بن طه الحداد (1325 – 1416 هـ) داعية وخطيب إسلامي من حضرموت. سلك منهج أسلافه العلويين في التعليم والتدريس، والأخذ والتلقي عن علماء الطريقة العلوية. أمضى الكثير من سنين حياته في نشر العلم والدعوة إلى الله في شرق أفريقيا، وأسلم على يديه الآلاف من الناس. كما ساهم في إنشاء العديد من المساجد والمدارس العلمية في شرق القارة الأفريقية.

## نسبه
أحمد بن طه بن علي بن عبد الله بن طه بن عبد الله بن طه بن عمر بن علوي بن محمد بن أحمد بن عبد الله بن محمد بن علوي بن أحمد الحداد بن أبي بكر الطويل بن أحمد مسرفة بن محمد بن عبد الله بن الفقيه أحمد بن عبد الرحمن بن علوي عم الفقيه المقدم بن محمد صاحب مرباط بن علي خالع قسم بن علوي بن محمد بن علوي بن عبيد الله بن أحمد المهاجر بن عيسى بن محمد النقيب بن علي العريضي بن جعفر الصادق بن محمد الباقر بن علي زين العابدين بن الحسين السبط بن علي بن أبي طالب، وعلي زوج فاطمة بنت محمد ﷺ.
فهو الحفيد 36 لرسول الله محمد ﷺ في سلسلة نسبه.

## مولده ونشأته
ولد ببلدة قيدون في دوعن بحضرموت سنة 1325 هـ/ 1907 م، تربى ونشأ في بيئة علم وصلاح في كنف ورعاية أمه صفية بنت طاهر بن عمر الحداد التي ألحقته برباط العلم الشريف بقيدون، وفيه تلقى علومه على عمّيه وشيخيه عبد الله وعلوي ابني طاهر بن عبد الله الحداد وعليهما تخرج. وكان شيخه الحبيب علوي بن طاهر الحداد يستصحبه معه في بعض رحلاته، فأخذه لزيارة تريم وفيها أخذ عمن لقيه بها من العلماء كالحبيب عبد الله بن عمر الشاطري والحبيب عبد الباري بن شيخ العيدروس، ولما سافر إلى جاوة بإندونيسيا استصحبه معه عام 1341 هـ وهو دون العشرين، وهناك أخذ عن جملة من علماء السادة العلويين وغيرهم. ولم يدم بها طويلا حتى عاد أدراجه إلى قيدون ولازم شيخه الحبيب عبد الله بن طاهر الحداد يقرأ عليه مع قيامه بالتدريس في الرباط. وأخذ من العلوم بأوفر النصيب، فدرس التفسير والحديث والفقه والأصول والتصوف والعلوم العربية والتاريخ، وحفظ الكثير من المتون. وأدرك الحبيب أحمد بن حسن العطاس في سن مبكر وصلى خلفه ويروي عنه بالإجازة العامة التي أجاز بها أهل عصره. وكان الحبيب عمر بن أحمد بن سميط آخر من أخذ عنهم من مشايخه أخذًا كاملًا.
كانت الفترة التي تلت عودته من إندونيسيا إلى مسقط رأسه قيدون حافلة بالنشاطات العلمية والأدبية والاجتماعية والأخذ والتلقي والتحصيل حتى بدت آثارها في نشر لواء الدعوة بعد أن استقر به المقام في أفريقيا، وخاصة في الجزء الشرقي منها، الممتد من مقديشو وحتى الكونغو، الذي ظل مهملا بعيدا عن انتشار الإسلام في هذه الدنيا الواسعة لعدة قرون.

## رحلاته الدعوية
انتقل الحبيب أحمد مشهور إلى شرق أفريقيا في أول زيارة لها سنة 1347 هـ/ 1929 م، ودخل زنجبار وقابله أهلها بالترحيب، وأقام لهم الدروس وأخذ يفسر لهم القرآن الكريم في شهر رمضان، وزار الحبيب صالح بن علوي جمل الليل في جزيرة لامو حيث يقيم، وأقام صِلاته الوطيدة مع الحبيب عمر بن أحمد بن سميط المقيم بزنجبار. وعندما وجد الحبيب أحمد مشهور أن تلك الديار، في شرق إفريقيا، قد خلت من الدعاة إلا عددا قليلا منهم قرر أن يستوطن تلك الديار حتى يقوم بالدعوة إلى الله وإرشاد العامة والخاصة إلى دين الإسلام، واستوطن مدينة مومباسا، ثم انتقل منها إلى أوغندا واستقر بها فترة ثمان سنوات في كمبالا عاصمتها من أجل الدعوة وذهب خلالها إلى المناطق المجاورة. وخلال إقامته في أوغندا واستقراره في العاصمة كمبالا استطاع بما له من نفوذ روحي أن يؤثر في الكثير من قلوب الناس، وأن يقضي على الكثير من العادات الخاطئة المتوارثة بين المسلمين في تلك النواحي بسبب الجهل وقلة الدعاة. فقد تصدى لما كان يحدث من اختلاط النساء والرجال وعدم التزام المسلمات بالحجاب، وعدم توريثهم للبنات. وتصدى للعلمانيين والشيوعيين من أبناء المسلمين الذين درسوا في المدارس التي أنشأتها الحكومات الاستعمارية. كما تصدى بقوة للقاديانيين واستطاع أن يرد البعض منهم إلى الإسلام.
وكان للتقدير والاحترام المتبادل بينه وبين عيدي أمين رئيس الجمهورية الأثر الكبير والدعم المعنوي البالغ الذي زاده تمكينًا في مجال الدعوة في أوغندا. وقبل وبعد ذلك يأتي دور الأمير بدر بن نوح المؤثر، وهو الدور الرئيسي الذي كان يستند عليه سواء في مجال الدعوة أو في المجالات الأخرى المتعلقة بالنشاطات العلمية والثقافية والاجتماعية.
وقد اتخذ من منبر مسجد ناكاسيرو في العاصمة منطلقًا آخر للتوجيه والإرشاد، والدعوة إلى التحلي بالأخلاق والآداب الإسلامية. وقبل أن يتخذ من مسجد ناكاسيرو منطلقًا رئيسيًا للدعوة مكث قبل ذلك بصحبة صديقه الداعية سعيد بن عبد الله البيض فترة في مدينة أروا، قام خلالها بوضع جحر الأساس لمسجد الرياض ومدرسة حياة الإسلام، ومسجدين في منطقة أرينقا غرب النيل، واعتنق الكثير من سكان هذه المنطقة الإسلام على يديه. ففي مدينة أرينقا في عام 1966 م افتتح مسجد التقوى ومدرسة النور الإسلامية، ولكثرة من اعتنق الدين الإسلامي في هذه المنطقة فقد أطلق عليها البعض محافظة المسلمين. وفي مسجده بناكاسيرو أقام الدروس الدينية المنتظمة، وكانت المواعظ الدينية التي يلقيها يوميا عقب صلاة الظهر تترجم إلى اللغة المحلية يترجمها الشيخ عبد الله كامو ليغيبا. وأسس للمكتبة الإسلامية في كمبالا التي عادت بالفائدة على روادها من طلاب العلم والمعرفة من المسلمين. وهناك الكثير من المساجد والمدارس أسست تحت رعاية الحبيب أحمد مشهور، وله رحلات عديدة مع سعيد البيض إلى تلك الجهات، وأول رحلة قاما بها إلى أوغندا سنة 1949 – 1950 م بصحبة الشيخ عبد الله بارعيدة والشيخ الأمين، وصلوا فيها إلى شرق شمال أوغندا كراموجا، وغربي كينيا كوسومو وما حولها. ووصل مع سعيد البيض إلى الحدود الشرقية الجنوبية للكونغو، ودخلوا بعض الأدغال بها، كما وصلوا إلى جنوب السودان جوبا وواو، وقد كان لتلك الرحلات وما أعقبها من رحلات أثرها وتأثيرها على أهل تلك المناطق، ولا زالت آثارها شاهدة على ذلك.
وبالرغم من تفرغه للدعوة، فإنه لم يكن يقبل من أحد شيئا لنفسه، فقد اتخذ طريقة كثير من أسلافه العلويين الداعين إلى الله بأن يعملوا في التجارة حتى يستغنوا عن عطاء الناس، وكان بعض تلامذته والمتعلقين به يشاركونه في تجارته حتى يتفرغ هو للدعوة ونشر العلم بين الناس. ومن أبرز تلامذته الشيخ شعيب سيما كولا، والذي لازمه كثيرا طيلة إقامته في كمبالا، وكانت للعلاقات المتينة التي بينهما أثرها وتأثيرها في نشر الوعي الإسلامي، إلى أن أصبح فيما بعد وبما اكتسبه من العلم أول مفتٍ لمسلمي أوغندا، ومنهم الشيخ محمد لوبووا، والشيخ علي كلومبا، والشيخ قاسم سيموجوا، والشيخ آدم رمضان.
وقد رئس وفد أوغندا لدى رابطة العالم الإسلامي عدة سنوات، فكان يحضر الجلسات الرسمية للرابطة ويشرح للمسؤولين الأوضاع التي يعاني منها المسلمون في شرق إفريقيا، واحتياجاتهم للدعم المادي والمعنوي. وبسبب اهتمامه بشؤون المساجد ورعايتها عُين عضوا في لجنة رسالة المساجد في رابطة العالم الإسلامي، وشارك في مؤتمر إحياء رسالة المساجد الذي عُقد في مكة المكرمة في شهر رمضان سنة 1395 هـ/ 1975 م، وقدم إليه تقريرا عن أوضاع المساجد في كينيا.
وبسبب الانقلابات العسكرية المتلاحقة التي شهدتها جمهورية أوغندا ضد نظام الرئيس عيدي أمين وإبعاده عن البلاد، وتبدل الأوضاع في كينيا عقب استقلالها، ترك الحبيب أحمد مشهور أوغندا وعاد إلى كينيا عام 1389 هـ.
فإنه وبعد أن عاد إلى كينيا وكَبُر به السن صرف اهتمامه إلى تفقد أحوال حديثي العهد بالإسلام ومساعدة بعض المدارس الإسلامية الأهلية على النهوض ببعض واجباتها، وبناء وإعمار بعض المعاهد والمساجد بما يتوفر لديه من دعم مادي، ففي أجواء عام 1400 هـ افتتح مدرسة ومسجدًا في أودا، وفي 1401 هـ افتتح مسجد قونقوني، بالإضافة إلى التي مد يد المساعدة والعون لأئمتها والقائمين عليها، أو المشاركة في افتتاحها، ومنها: مدرسة الغنّاء ومكتبتها ومدرسة النور في مبروي، ومدرسة التهذيب في ماليندي، ومدرسة الحسنى في قيدا، ومدرسة الاتحاد في واتامو، ومدرسة الإصلاح ومدرسة الحداد ومسجد النعيم في نيامالا، ومدرسة الإخلاص في قنقوني، وغيرها من المساجد والمدارس في أنحاء كينيا، عدا المساجد والمدارس التي ارتبط بها أو ارتبطت به في أوغندا، كمسجد ناكسيرو ومسجد كبولي في كمبالا، ومسجد ومدرسة في أروا شمال غرب أوغندا وغيرها.
وكان كثير التنقل بين أفريقيا والحجاز، مؤديا لنسك الحج لما يقرب من أربعين حجة. وكانت له رحلات غيرها إلى حضرموت موطنه الأول، وإلى الحبشة، وإندونيسيا، وماليزيا، وعمان، ومصر، وبعض دول الخليج العربي الأخرى، وإلى السودان مرورًا. وطالما التقى بالعديد من رجالات العلم في كل البلاد التي زارها.

## إجازاته
ظفر الحبيب أحمد مشهور بالإجازات والاستجازات التي جرى على تعاطيها والأخذ بها علماء الأمة سلفًا وخلفًا في كل ما بلغهم عن النبي محمد قولًا وعملًا ونية من مشايخ وأعلام من أنحاء البلاد الحضرمية والحجازية والجاوية والأفريقية، فمن هؤلاء الأعلام:
| - عم والده صالح بن عبد الله الحداد - عبد الله بن طاهر بن عبد الله الحداد - علوي بن طاهر بن عبد الله الحداد - والده طه بن علي الحداد - والدته صفية بنت طاهر بن عمر الحداد - خاله عمر بن طاهر الحداد - عبود بن عمر باطوق العمودي - مصطفى بن أحمد المحضار - عمر بن أحمد البار - محمد بن عبد الله البار - حامد بن حسين البار - عبد الله بن هادون المحضار | - حسين بن حامد المحضار - محمد بن سالم بلخير - عبد الله بن عيدروس العيدروس - عبد الباري بن شيخ العيدروس - علي بن عبد الرحمن المشهور - علوي بن عبد الله بن شهاب الدين - أبو بكر بن حسين الكاف - سالم بن حفيظ ابن الشيخ أبي بكر بن سالم - عبد الله بن عمر الشاطري - عبد الرحمن بن عبيد الله السقاف - محمد بن عوض بافضل - أحمد بن عبد الرحمن السقاف | - محمد بن هادي السقاف - محمد بن علي الحبشي - عمر بن عبد الله الحبشي - محمد بن سالم العطاس - عبد الله بن عقيل - أحمد بن محسن الهدار - عمر بن أبي بكر باجنيد - عيدروس بن سالم البار - محمد بن سالم الخيّل العطاس - عبد الغني ششه - علوي بن عباس المالكي - أحمد السنوسي | - محمد عبد الحي الكتاني - محمد بن أحمد المحضار - عبد الله بن محسن العطاس - علوي بن محمد الحداد - حسين بن محمد الحداد - علي بن عبد الرحمن الحبشي - أبو بكر بن محمد السقاف - عمر بن أحمد بن سميط - صالح بن علوي جمل الليل - أحمد بن حسين ابن الشيخ أبي بكر بن سالم - الشيخ الأبيني - طلحة الأحمدي |

فقد ظفر من هؤلاء وغيرهم ممن لم يُذكروا بالأخذ والإجازة قراءةً وسماعًا ولفظًا وكتابة، في علوم الكتاب والسنة، وكتب القوم وحزوبهم وإمدادهم بحسب تراجمهم وأسانيدهم الملتقية على الأثبات الشهيرة، ومنها: «عقود اللآل» و«عقد اليواقيت» لعيدروس بن عمر الحبشي، و«منحة الإله الغافر» لسالم بن حفيظ، و«المواهب والمنن» لعلوي بن أحمد بن حسن الحداد، و«قرة الناظر» لعبد الله بن طاهر الحداد، و«فيض الأسرار» لعبد الله بن أحمد باسودان.
وكما كان الحبيب أحمد مشهور يتحفظ في الفتوى نجده يتحرز في الإجازات ولا يعطيها لكل طالب، حرصًا منه على صيانة العلم، وممن أجازهم:
| - عمر بن عبد الله ابن الشيخ أبي بكر بن سالم - هادي بن أحمد الهدار | - علي بن حسين الحداد - علي بن أبي بكر المشهور | - محمد بن علوي المالكي - زين بن إبراهيم بن سميط | - عبد القادر بن عبد الرحمن الجنيد - محمد بن سعيد البيض |

## من كلامه
كثيرًا ما كان يتحدث بعفو الخاطر بما تطمئن به نفسه وينشرح به صدره، مع توخي الاختصار وعدم التكلف في استعمال المحسنات اللفظية والجمل البلاغية، فتأتي الكلمة أقرب إلى لغة التخاطب الجارية بين العامة، لتكون أقرب إلى الأفهام، وأسرع إلى التجاوب والقبول، وتحقيقا للهدف والغاية، فمعظم أحاديثه ومواعظه لا تخلو من الاهتمام بالدعوة والاشتغال بها والحث على الذكر وملازمته، وكثيرا ما كان الحبيب عبد القادر بن أحمد السقاف يطلب منه تلقين الحضور في المحافل العامة كلمة التوحيد التي طالما لقنها الأعداد الكثيرة من الذين اعتنقوا الإسلام على يديه في مدن وقرى أفريقيا الشرقية.
قال في العلم:
«العلم علمان: علم كسبي وعلم وهبي، العلم الكسبي: الذي يطلبه الإنسان بفكره وبعقله وبالتعلم، مثل هذه العلوم علوم الدنيا وعلوم الشريعة وعلوم الأحكام كلها يدركها بالكسب وبالتعلم وبالقراءة وبالفهم وبالعقل، والعلم الوهبي: الذي يكون من قبل الوهب من الله سبحانه وتعالى من غير تعلم، هو يعلمك ويلقيه في قلبك، الفهم والعلم بمعاني الآيات ومعاني الأسماء والصفات ومعاني العلوم كلها، وكذلك يقال له العلم اللدني، ومنه علم الكشف، وعلم الإلهام يدخل في ذلك» ﴿وَعَلَّمْنَاهُ مِنْ لَدُنَّا عِلْمًا ۝٦٥﴾ [الكهف:65].
وقال في اغتنام الوقت:
"الناس الطيبون الموفقون يغتنمون الوقت ما بين المغرب والعشاء في قراءة القرآن وفي قراءة كتب العلم وفي المذاكرات العلمية حفظا للوقت ولهذه الساعة، قال بعضهم في قوله تعالى: ﴿إِنَّ نَاشِئَةَ اللَّيْلِ هِيَ أَشَدُّ وَطْئًا وَأَقْوَمُ قِيلًا ۝٦﴾ [المزمل:6] إنه بين المغرب والعشاء، ويبارك الله للإنسان في بعض الأعمال ويكتب من العباد الصالحين وخصوصا ما بين المغرب والعشاء، وقد وردت فيه آثار منها صلاة الأوابين وفضلها، تصلى بعد سنة المغرب، وهي ركعتان أو أربع أو ست إلى عشرين ركعة".
وقال عن الملائكة:
"الملائكة هم حرّاس الكون، ملائكة في الملأ وملائكة في الكون كله، بهم تنظم معايش العباد، فللسحاب ملائكة يحركونه، وللمطر ملائكة يصرّفونها، ولك أنت يا إنسان ملائكة يصرّفونك، كل واحد عليه حفيظ يحفظه، وله ملائكة يحصون سيئاته وحسناته، ﴿مَا يَلْفِظُ مِنْ قَوْلٍ إِلَّا لَدَيْهِ رَقِيبٌ عَتِيدٌ ۝١٨﴾ [ق:18]، وكل إنسان له ملائكة يحفظونه وهو لا يدري أنه في حفظ الله، ﴿وَيُرْسِلُ عَلَيْكُم حَفَظَةً﴾ [الأنعام:61]، هؤلاء الحفظة يمنعون عنك النوازل والطوارئ، وإذا أراد الله أن ينفذ أمره وقف الملائكة، ويجب على كل مؤمن معرفة عشرة منهم؛ وهم: جبريل أمين الوحي، وميكائيل أمين الأرزاق والأمطار، وإسرافيل الموكل بنفخ الصور، وعزرائيل الموكل بقبض الأرواح، ومنكر ونكير الموكلان بسؤال القبر، ورقيب وعتيد الموكلان بكتابة الحسنات والسيئات، ورضوان خازن الجنة، ومالك خازن النار".

## مؤلفاته
رغم انشغال الحبيب أحمد مشهور بالدعوة والتربية ومجالس العلم إلا أن له إنتاجا علميا هاما وهو كتاب «مفتاح الجنة»، حيث طبع هذا الكتاب عدة طبعات وانتشر في أنحاء العالم، وقد قدم للكتاب في طبعته الأولى مفتي الديار المصرية حسنين محمد مخلوف، ثم طبع الكتاب طبعة أنيقة وقام بتخريج أحاديثه مصطفى حسن البدوي، كما قام بترجمة الكتاب إلى اللغة الإنجليزية.
وله أيضًا شرح لمنظومة الشيخ سعيد بن نبهان «الدرة اليتيمة» في النحو، و«السبحة الثمينة نظم مسائل السفينة»، و«رسالة في معنى التشويش المنهي عنه في الصلاة»، وكتاب «المسك الفائح في أحكام الصيد والذبائح»، و«رسالة في تحريم ترجمة القرآن العظيم الحرفية»، ومجموعة من الفتاوى والخطب والقصائد ومجموعة رسائل أدبية أخرى.

## وفاته
وفي السنوات الأخيرة من حياته استقر بجدة عند أبنائه ولم يتمكن من الذهاب إلى إفريقيا بسبب الضعف والشيخوخة إلى أن توفي عصر يوم الأربعاء الرابع عشر من شهر رجب سنة 1416 هـ، ونقل جثمانه إلى مكة المكرمة للصلاة عليه في الحرم المكي فجر يوم الخميس الخامس عشر من شهر رجب سنة 1416 هـ، حيث دفن في مقبرة المعلاة في حوطة السادة العلويين.

### استشهادات
1. ↑  السقاف، عبد الرحمن بن عبيد الله (2005). إدام القوت في ذكر بلدان حضرموت. جدة، السعودية: دار المنهاج. ص. 398. مؤرشف من الأصل في 2022-08-23.
2. ↑  "الحبيب أحمد مشهور الحداد". منصة المناجاة. مؤرشف من الأصل في 2022-08-07.
3. ↑  باعطية، محمد بن علي (2014). الدرة اليتيمة شرح السبحة الثمينة نظم السفينة (ط. الثالثة). ص. 27. مؤرشف من الأصل في 2023-04-01.
4. ↑  المشهور، أبو بكر بن علي (1998). جني القطاف من مناقب وأحوال الإمام العلامة خليفة الأسلاف عبد القادر بن أحمد بن عبد الرحمن السقاف. المدينة المنورة، السعودية: دار المهاجر. ص. 387.
5. ↑  الحداد، أحمد مشهور بن طه (2000). مفتاح الجنة (PDF). بيروت، لبنان: دار الحاوي. مؤرشف من الأصل (PDF) في 2024-07-14.
6. ↑  "الصرح المشاد في وجه الكفر والقاديانية والإلحاد". موقع الحبيب أبوبكر المشهور. مؤرشف من الأصل في 2022-05-01.
7. ↑  الجفري، حاتم بن محمد (2017). السادة آل علوي العريضيون الحسينيون أصولهم، أنسابهم، أعلامهم، طريقتهم. بيروت، لبنان: منشورات ضفاف. ص. 377.
8. ↑  السقاف، علي بن محسن (2009). الاستزادة من أخبار السادة. عمان، الأردن: دار الفتح. ج. الثاني. ص. 1296. ISBN:9789957231385.
9. ↑  المشهور، عبد الرحمن بن محمد (1984). شمس الظهيرة (PDF). جدة، السعودية: عالم المعرفة. ج. الثاني. ص. 572. مؤرشف من الأصل (PDF) في 2022-04-10.
10. ↑  القضماني، محمد ياسر (2014). السادة آل أبي علوي وغيض من فيض أقوالهم الشريفة وأحوالهم المنيفة. دمشق، سوريا: دار نور الصباح. ص. 328.
11. ↑  "الحبيب أحمد مشهور الحداد". ناضرة. مؤرشف من الأصل في 2023-04-01.
12. ↑  "أحمد مشهور بن طه بن علي الحداد". معجم البابطين لشعراء العربية في القرنين التاسع عشر والعشرين. مؤرشف من الأصل في 2020-05-02.
13. ↑  المرعشلي، يوسف بن عبد الرحمن (2006). نثر الجواهر والدرر في علماء القرن الرابع عشر وبذيله عقد الجوهر في علماء الربع الأول من القرن الخامس عشر. بيروت، لبنان: دار المعرفة. ج. الثاني. ص. 1748.

## روابط خارجية
- ذكرى حولية الحبيب أحمد مشهور بن طه الحداد - موقع الشيخ محمد بن علي باعطية.
- مدونة علماء شرق إفريقيا.